# Fronalpstock (Glarus)
De Fronalpstock is een berg in het Zwitserse kanton Glarus met een hoogte van 2124 meter. De berg bevindt zich ten oosten van het dorp Netstal op het grondgebied van de gemeente Mollis.
In het kanton Schwyz bevindt zich eveneens een berg met de naam  Fronalpstock.